# Gaetano Aronica
Gaetano Aronica (* 30. September 1963 in Agrigent) ist ein italienischer Schauspieler.

## Werdegang
Die erste Rolle des auf Sizilien geborenen Aronica war in der achten Folge der dritten Staffel der Fernsehsitcom Nonna Felice namens Buon Natale Malinverni!, die 1994 ausgestrahlt wurde. Seine zweite Rolle im Jahr 2000 als Nino Scordia im Kinofilm Der Zauber von Malèna ist zugleich eine seiner bekanntesten. Daneben ist er auch bekannt für seine Rolle des Richters und „Mafia-Jägers“ Paolo Borsellino in der sechsstelligen Fernseh-Miniserie Der Boss der Bosse aus dem Jahr 2007. International bekannt wurde er durch seine Rolle des Publius Quinctilius Varus in der Netflix-Produktion Barbaren aus dem Jahr 2020.
Aronica ist Präsident und zugleich Schauspieler des Teatro Luigi Pirandello in seiner Heimatstadt Agrigent.

## Filmografie

### Fernsehen
- 1994: Nonno Felice
- 2004: La stagione dei delitti
- 2006: Das Ende der Götter (L’inchiesta)
- 2006: Nati Ieri
- 2007: Der Boss der Bosse
- 2008: Commissario Montalbano
- 2008: Paolo VI – Il Papa nella tempesta
- 2008: Don Matteo
- 2009–2013: Un caso di coscienza
- 2010: Rex
- 2010: La leggenda del bandito e del campione
- 2010–2011: Squadra antimafia – Palermo oggi
- 2011–heute: Come un delfino
- 2011: Edda Ciano e il comunista
- 2012: Mai per amore
- 2016: Felicia Impastato
- 2016: Catturandi – Nel nome del padre
- 2017: Squadra mobile
- 2018: Liberi sognatori
- 2018: Prima che la notte
- 2020: Luna nera
- 2020: Barbaren

### Kino
- 2000: Der Zauber von Malèna
- 2004: Tre giorni d’anarchia
- 2009: Baarìa
- 2013: Amiche da morire
- 2016: Un'avventura romantica
- 2018: Sulla mia pelle